# 丸尾知司
丸尾 知司（まるお さとし、1991年11月28日 - ）は、日本の陸上競技選手である。東海市ふるさと大使。

## 経歴
京都府に生まれる。
びわこ成蹊スポーツ大学スポーツ学部に学ぶ。
2015年、全日本競歩輪島10キロ競歩で優勝。
2017年、ロンドン世界陸上50キロ競歩に日本代表として出場。
2019年、最初の東京オリンピック代表選考レースとなった全日本競歩高畠で、3時間37分39秒の日本記録を樹立したが川野将虎に敗北。
2021年、日本選手権輪島50キロ競歩で大会新記録を樹立し優勝。東京オリンピック男子50キロ競歩日本代表に内定。
2021年7月2日、ほかの種目の選手と合わせて東京オリンピック代表内定が改めて発表された。
2021年8月の東京オリンピックでは50キロ競歩で32位。